# Jacques Bozzi
Pour les articles homonymes, voir Bozzi.
Jacques Bozzi, né le 24 avril 1883 à Pila-Canale (Corse-du-Sud) et mort le 25 mai 1961 à Charleville (Ardennes), est un enseignant, résistant et homme politique socialiste français. 
Il est notamment député et sénateur des Ardennes ainsi que président du conseil général de ce département.

## Biographie
Professeur au lycée Chanzy de Charleville, Jacques Bozzi occupe de nombreux postes politiques.
Durant la Seconde Guerre mondiale, il fait partie de la Résistance dans le réseau Libération-Nord. Il est arrêté par les Allemands et emprisonné à Fresnes de janvier à avril 1944, et est placé en résidence surveillée jusqu'à la Libération.
De 1945 à 1946, il est député des Ardennes. Il appartient au groupe socialiste.
Il occupe également les postes de conseiller général du canton de Charleville de 1945 à 1958, de sénateur des Ardennes de 1948 à 1955 et celui de président du conseil général de 1945 à 1955.

## Distinctions
- Officier de l'Instruction publique.
- Chevalier de la Légion d'honneur.